# Галерея НЮ АРТ
Галерея НЮ АРТ — художня галерея (Україна, Київ). Галерея була заснована у 2008 році відомим київським колекціонером і меценатом Миколою Білоусовим з метою популяризації українського мистецтва. Це унікальний мистецький простір, що спеціалізується на класичному та сучасному українському мистецтві і репрезентує понад 100 художників. Щороку галерея проводить близько 10 виставкових проектів як у свої стінах, так і у партнерстві з провідними українськими музеями. 
Галерея надає послуги по комплексному формуванню приватних та корпоративних колекцій, займається експертизою творів мистецтва і виданням арт каталогів та книг. Галерея розташована в центрі столиці, на вулиці Михайла Грушевського, 28/2. (Київ, 01021).

## Колекція галереї
Основу колекції складають праці видатних українських художників (понад 1000 робіт) Адальберта Ерделі, Михайла Жука, Олекси Новаківського, Романа Сельського, Валентина Хруща, Валентини Цвєткової, Сергія Шишка
Особливе місце в колекції посідає зібрання українських і російських ікон XVI—XX століть, яке нараховує понад 200 пам'яток сакрального живопису.

## Діяльність
За роки свого існування галерея НЮ АРТ стала артмайданчиком для художників з усіх регіонів України. Так, починаючи з 2008 року, в галереї представили свій доробок відомі українські школи живопису, зокрема пройшли виставки: 2008 р. — «Художники Слобожанщини» (Харківська школа живопису); «Художники Криму»; 2009 р. — Закарпатська школа живопису", «Львівська школа живопису»; 2013 р. — «Дивна, але приваблива» (Одеська школа живопису); 2015 р. — «Київські художники».
Співпрацює з сучасними українськими художниками. З 2008 року в галереї НЮ АРТ пройшли персональні виставки Миколи Соколова (2008), Юрія Вінтаєва (2009), Серафіма Чаркіна (2009, 2010, 2012, 2015), Анатолія Степаненка (2010), Анатолія Сухоруких (2010), Олександра Демиденка (2011), Юрія Совінського (2013), Юрія Вакуленка (2014), Петра Лебединця (2015).
Галерея НЮ АРТ має ексклюзивне право представляти відомого українського скульптора Каміля.

## Проєкти
- Проєкт-антологія «Закарпатська школа живопису» (січень 2009). Були представлені роботи Адальберта Ердели, Йосипа Бокшая, Андрія Коцки, Антона Кашшая, Федіра Манайла, Юрия Герца, Адальберта Мартона, Павла Бедзира та інших.[3]
- Проєкт «Шість шкіл — одна культура» (2009) — виставка «Український натюрморт XX століття», альбом «Український натюрморт XX століття».[4]
- Проєкт «Художні школи України» — виставки «Український натюрморт XX століття» (2009),[5] «Анатоль Степаненко. Тень Монмартра» (2010),[6] «Український пейзаж» (2010).[7]
- Проєкт «Творчість. Бізнес. Прорив» (жовтень 2015). В рамках проєкту пройшли Художня виставка напередодні Благодійного осіннього аукціону Hilton Kyiv та Благодійний осінній аукціон Hilton Kyiv.[8]
- Проєкт «10 видатних українських художників XX століття». В рамках проєкту відбулися персональні виставки Адальберта Ерделі (вересень 2018), Івана Труша (листопад 2018), Сергія Шишка (січень-лютий 2019), Валентини Цвєткової (червень 2019).

## Співробітництво
- 2009 — культурний центр «АртЛайн», Представництво Європейської Комісії в Україні, міжнародний артпроєкт «Палітра свободи» — виставка артпроєкту «Палітра свободи» і персональна виставка української художниці, члена Спілки художників України, автора і куратора міжнародного артпроєкту «Палітра свободи» Маріанни Абрамової.[9][10]
- 2015 — науково-творче об'єднання Артпростір Інституту мистецтв Київського університету імені Бориса Грінченка — незалежний благодійний проєкт ART YOUTH «Благодійний аукціон ArtYouth Kyiv 2015»[11].
- 2015 — Готель Hilton Kyiv, Благодійна фундація «Відкриті серця України», ТМ «Артос», Консалтингова компанія «Ключ» — Художня виставка напередодні Благодійного осіннього аукціону Hilton Kyiv та Благодійний осінній аукціон Hilton Kyiv.[8]
- 2019 — Європейська академія наук, мистецтв і літератури (ЄАНМЛ), Центр ЮНЕСКО «Мала академія наук України», Посольство Франції в Україні, Французький інститут в Україні — виставка Ніколь Лємер Д'Агаджіо «Наука і мистецтво».[12][13]

## Видання
- Украинский натюрморт XX века. Альбом. — К. : Галерея НЮ АРТ, 2009. — 240 с. : іл. — ISBN 978-966-2576-00-1
- Всевладність краси. Графіка та живопис Михайла Жука: альбом. / авт. статті О. Лагутенко — К: Галерея НЮ АРТ, 2011. — 149 с.
- Адальберт Ерделі. Скляний палац поміж солом'яних стріх / уклад. Марценюк С./ авт. вст. ст. А. Івашин.- К. : Галерея Ню Арт, 2011. — 112 с. : іл. — ISBN 978-966-2576-05-4
- Сергій Шишко. Живописний щоденник. Альбом-каталог / Упорядник Євгенія Білоусова . Київ : НЮ АРТ, 2024. – 120 с. : іл. — ISBN 978-966-97627-3-3